# Francisca de Guzmán

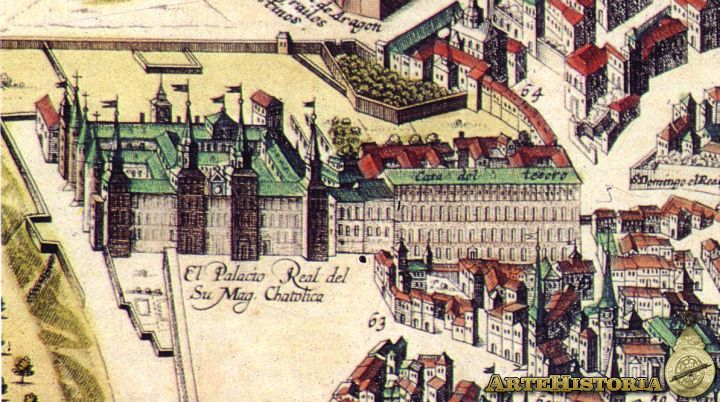
El Alcázar donde sirvió Francisca como dueña de honor en el Plano de Mancelli dibujado en la misma época.

Francisca de Guzmán (-Madrid, 24 de agosto de 1625) fue una noble y cortesana, consuegra del conde-duque de Olivares, valido de Felipe IV.

## Biografía
Fue una de los hijos de Ramiro Núñez de Guzmán, II señor de Montealegre, y de su tercera esposa, Mariana de Rojas y Guzmán. Tuvo al menos un hermano:
- Martín de Guzmán, I marqués de Montealegre; casado con Isabel Niño de Guzmán y Ribera, con descendencia.

Contrajo matrimonio con su primo hermano Gabriel Núñez de Guzmán, en quien tuvo dos hijos:
- Juan Francisco, muerto niño.
- Gonzalo, ídem.
- Isabel de Guzmán, casada en 1624 con Bernardino Fernández de Velasco y Tovar, condestable de Castilla y VI duque de Frías, con descendencia.
- Ramiro Núñez de Guzmán, después I duque de Medina de las Torres, casado tres veces. En primeras nupcias con María de Guzmán y Zúñiga (1609-1626), marquesa de Heliche, sin descendencia; en segundas con Anna Carafa (1607-1644), princesa de Stigliano, con descendencia; y en terceras con Catalina Vélez Ladrón de Guevara (-1684), IX condesa de Oñate.

El ascenso de su pariente (y consuegro desde 1625), el conde-duque de Olivares, en la década de 1620 como valido del flamante monarca Felipe IV, supuso el nombramiento de Francisca en agosto de 1622 como dueña de honor de la reina Isabel de Borbón, cuando posiblemente ya la primera ya era viuda. Posteriormente el conde-duque pensó en promover el nombramiento de Francisca como aya de los hijos de los reyes, aunque no llegó a materializarse.
Fue dedicataria de la comedia La limpieza no manchada de Lope de Vega que le habían encargado las Escuelas de Salamanca en defensa de la Inmaculada Concepción.
Murió en el Alcázar de Madrid el 24 de agosto de 1625. Gascón de Torquemada recoge ampliamente la salida de su cuerpo del Alcázar para ser llevado al vecino convento de San Gil donde se hicieron misas de responso. por último acompañado por toda la corte. En último lugar el cuerpo fue llevado a enterrarse al noviciado de los Jesuitas en Madrid, siendo acompañado de 300 religiosos y de gran número de grandes de España y títulos, con 700 pajes con hachas. Este traslado fue contemplado por los reyes desde el alcázar.